# Дониньш, Янис
Янис Дониньш (латыш. Jānis Doniņš; род. 20 апреля 1946, Кулдига) — советский латышский легкоатлет, специалист по метанию копья. Выступал за сборную СССР по лёгкой атлетике в конце 1960-х — начале 1970-х годов, обладатель серебряной медали чемпионата Европы, победитель матчевой встречи со сборной США, призёр первенств всесоюзного и республиканского значения.

## Биография
Янис Дониньш родился 20 апреля 1946 года в городе Кулдига Латвийской ССР.
Занимался лёгкой атлетикой в Риге, проходил подготовку под руководством заслуженного тренера СССР Валентина Эрнестовича Маззалитиса. Состоял в спортивном обществе «Динамо».
В 1965 и 1966 годах становился чемпионом Латвии в метании копья.
Впервые заявил о себе на всесоюзном уровне в сезоне 1969 года, когда в метании копья выиграл серебряную медаль на чемпионате СССР в Киеве — с результатом 80,10 уступил здесь только соотечественнику Янису Лусису. Попав в состав советской сборной, выступил на чемпионате Европы в Афинах, где в финале показал результат 79,10 метра и занял итоговое шестое место.
Будучи студентом, в 1970 году представлял Советский Союз на Универсиаде в Турине — метнул копьё на 75,46 метра и стал девятым.
В 1971 году в третий раз стал чемпионом Латвии, с личным рекордом 89,28 выиграл матчевую встречу со сборной США в Беркли и получил серебряную награду на чемпионате Европы в Хельсинки (85,30). По итогам сезона американский журнал Track & Field News поставил Дониньша на второе место в своём рейтинге лучших копьеметателей мира.
Считался одним из фаворитов предстоящих летних Олимпийских игр 1972 года в Мюнхене, однако в феврале во время тренировки серьёзно травмировал колено и в связи с этим вынужден был завершить спортивную карьеру.
Ещё в 1969 году на соревнованиях в США Янис Дониньш познакомился с американкой Кэти Киф. В 1972 году они поженились и в течение двух лет проживали в СССР, после чего в 1974 году Киф с дочерью уехала в Америку. Советское руководство некоторое время не позволяло спортсмену выехать к семье, но в 1975 году он всё же получил разрешение на выезд и уехал в Калифорнию. Впоследствии вернулся в Латвию, проживал в городе Огре.
Его младший брат Улдис Дониньш тоже добился определённых успехов в метании копья, бронзовый призёр чемпионата СССР 1977 года в Москве.